# 602
Slavii trec hotarul Dunării al Imperiului Bizantin si se așază in Peninsula Balcanică.

## Nașteri
- dată necunoscută: Xuanzang  (d. 664)
- dată necunoscută: Adaloald al longobarzilor  (d. 626)

## Decese
- 27 noiembrie: Mauriciu  (n. 539)
- 27 noiembrie: Teodosiu (asociat, sec. VI)  (n. 583)
- dată necunoscută: Callinic de Ravenna  (n. ?)
- 27 noiembrie: Tiberiu (asociat, secolul al VI-lea)  (n. ?)